# Camalcolaimus tardus
Camalcolaimus tardus är en rundmaskart. Camalcolaimus tardus ingår i släktet Camalcolaimus, och familjen Leptolaimidae. Arten är reproducerande i Sverige.